# André Tardieu

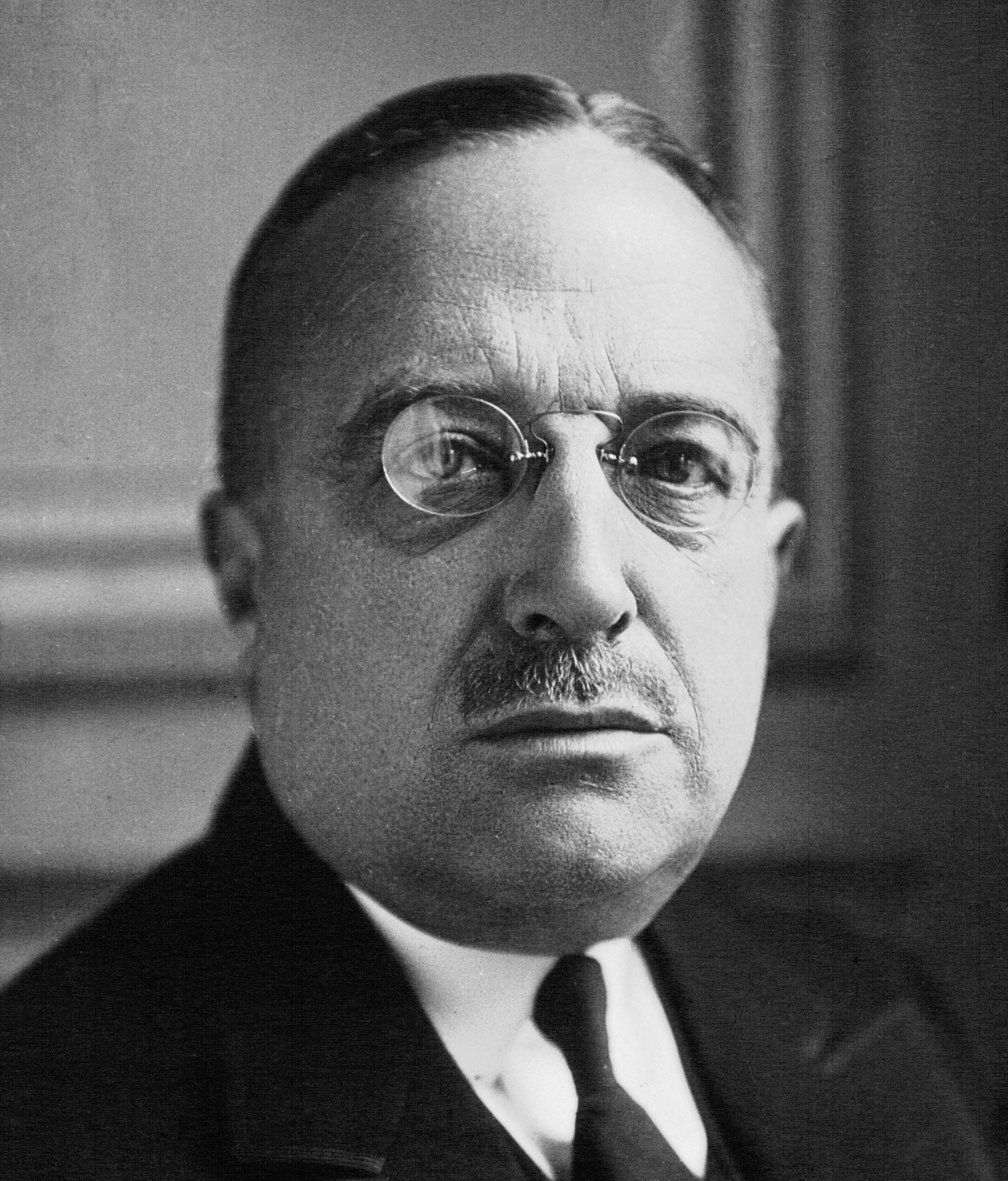
André Tardieu (1928)

André Tardieu (* 22. September 1876 in Paris; † 15. September 1945 in Menton) war ein französischer republikanisch-konservativer Politiker. Auf der Pariser Friedenskonferenz 1919 war Tardieu Berater von Georges Clemenceau. Von 1926 bis 1932 war er mehrmals Minister und Ministerpräsident. Er war insbesondere zwischen 1929 und 1932 eine zentrale Person in der französischen Politik.

## Frühe Jahre
André Tardieu war ein Nachkomme der Kupferstechfamilie Tardieu. Er besuchte das renommierte Lycée Condorcet in Paris. In dem nationalweiten Examen zum Schulabschluss gehörte er zu den Besten seines Jahrganges. Er trat zunächst in den diplomatischen Dienst ein. Diesen verließ er, um als Journalist für die Zeitung Le Temps zu arbeiten. Er entwickelte sich zu einem europaweit anerkannten außenpolitischen Berichterstatter und Kommentator. Zusammen mit Georges Mandel gründete er die konservative Zeitung L'Echo National.
Er wurde Professor für Diplomatiegeschichte an der École libre des sciences politiques und einer Militärschule. Dort kam er auch in freundschaftlichen Kontakt zu Ferdinand Foch. Im Jahr 1908 war er Gastdozent an der Harvard University. Als Konservativer der Parti républicain démocratique wurde er 1914 erstmals in das französische Parlament gewählt.
Er trat nach Ausbruch des Ersten Weltkrieges in die Armee ein und diente zuständig für den Kontakt mit der Presse zunächst im Stab von Joseph Joffre. Danach arbeitete er im Stab von Foch, ehe er eine Infanteriekompanie kommandierte. Nach einer Verwundung im Jahr 1916 wurde er in die USA entsandt, um dort für die französische Sache zu werben. Zurück in Frankreich schrieb er eine Reihe von Artikeln, in denen er für die Ablösung von Joffre eintrat. Im Jahr 1917 wurde er zum Hochkommissar Frankreichs in den USA berufen. Im Jahr 1918 wurde Tardieu für die französisch-amerikanische Zusammenarbeit in Kriegsangelegenheiten verantwortlich. Er baute eine gute Beziehung zu Colonel Edward M. House auf. Als dessen Berater und von Georges Clemenceau spielt er eine Rolle auf der Pariser Friedenskonferenz 1919.

## Politischer Aufstieg
In der Zeit des Bloc national nach Ende des Krieges bis 1924 war er einer der profiliertesten jüngeren Parlamentarier. Im Jahr 1919 war er Minister für die befreiten Gebiete. Er war damit zuständig für die Verwaltung von Elsass und Lothringen. Den Posten behielt er bis 1920. Er veröffentlichte 1921 eine einflussreiche Schrift zur Verteidigung des Versailler Vertrages. Er bekräftigte darin unter anderem die Überzeugung von der deutschen Kriegsschuld. Diese antideutsche Position hat er später relativiert.
Nach der Niederlage des Bloc national 1924 spielte er zunächst keine Rolle mehr, ehe er 1926 wieder in das Parlament zurückkehrte. Diesem gehörte er dann bis 1936 an. Er hat den damaligen französischen Parlamentarismus, dessen Krisen für den normalen Wähler kaum noch zu durchschauen waren, kritisiert. Er plädierte dafür die bestehenden parlamentarischen Fronten zu überwinden und die Rechte der Regierung zu stärken. Dieses Konzept versuchte er später durchzusetzen.

## Minister und Ministerpräsident
Im Jahr 1926 wurde er Minister für öffentliche Arbeiten in der Regierung von Raymond Poincaré, dessen Positionen er früher abgelehnt hatte. Er war zwischen 1928 und 1930 Innenminister. Zum ersten Mal Ministerpräsident war er vom November 1929 bis Dezember 1930, behielt aber den Posten als Innenminister bei. Er füllte die politische Lücke aus, die mit dem Rücktritt von Poincare in der rechten politischen Mitte entstanden war. Er war führender Repräsentant einer jüngeren Generation von Politikern. Außenpolitisch unterstützte ihn dabei Aristide Briand. In diese Zeit fiel unter anderem die Verabschiedung des Young-Plans und die Räumung eines Teils des besetzten Rheinlandes. Auch der Beschluss zum Bau der Maginot-Linie fällt in diese Zeit. Unterbrochen wurde die Amtszeit für ein paar Tage durch die Regierung von Camille Chautemps.
Tardieu war sich der relativen wirtschaftlichen Rückständigkeit Frankreichs bewusst. So bemühte er sich um den Ausbau des industriellen Sektors. Auch im Zusammenhang mit der einsetzenden Weltwirtschaftskrise setzte er ein großes Programm öffentlicher Investitionen durch. In einer Zeit als Deutschland und Großbritannien vom Abzug des amerikanischen Kapitals stark betroffen wurde, sorgten die öffentlichen Investitionen durch den Ausbau der Infrastruktur und durch öffentliche Bauten in Frankreich für eine vergleichsweise positive wirtschaftliche Entwicklung. Diese endete als Deutschland 1931 seine Reparationszahlungen einstellte und London den Goldstandard aufgab. Daneben setzte er auf soziale Reformen. Damit verband er auch ein parteipolitisches Kalkül. So sollte die Einführung eines allgemeinen Kindergeldes oder eine kostenlose Sekundarschulbildung dazu dienen, die konservative Wählerbasis zu verbreitern.

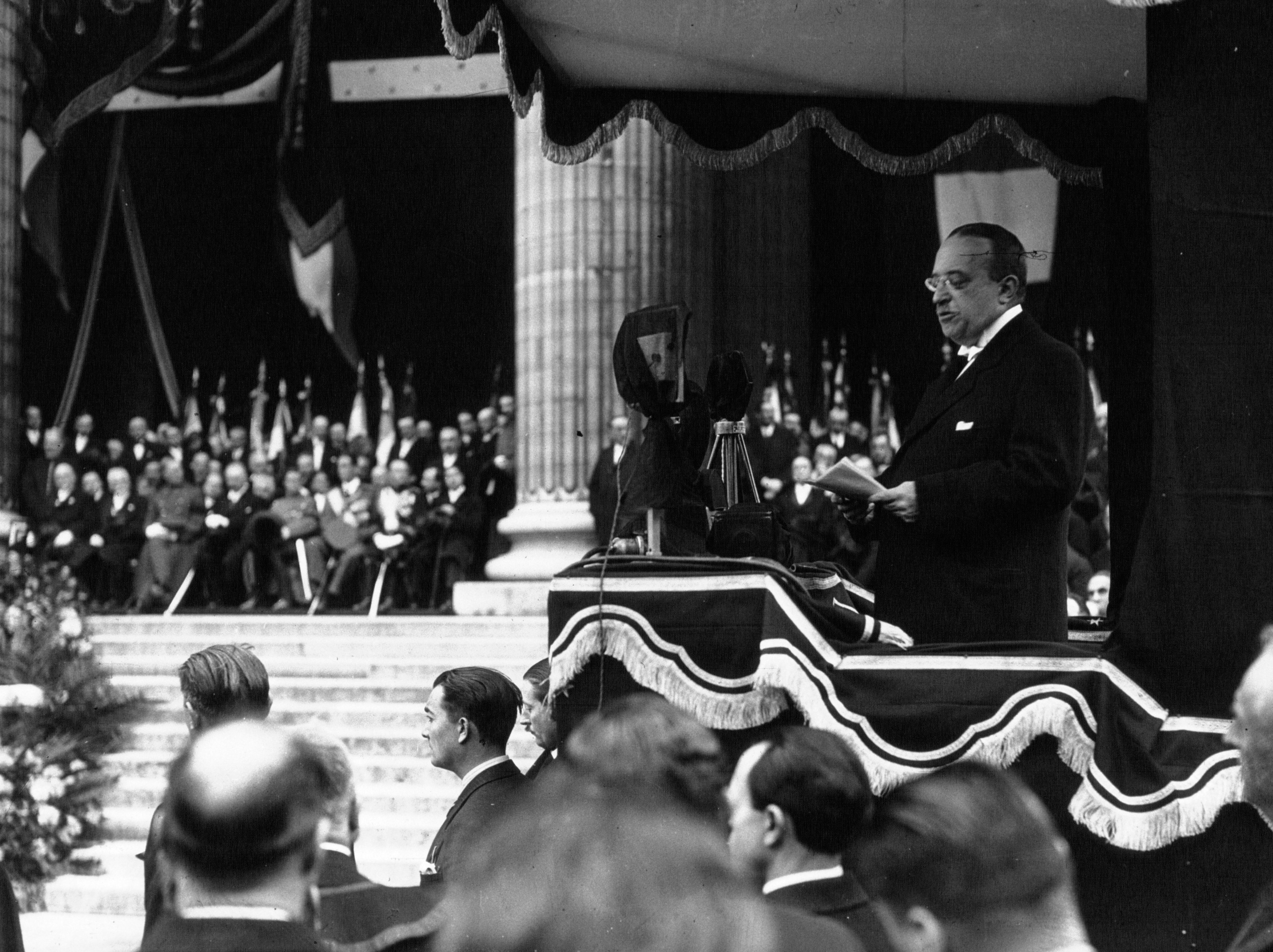
André Tardieu hält die Rede beim Begräbnis Paul Doumers

Zwischen Januar 1931 und 1932 war er Landwirtschaftsminister. Im Jahr 1932 war er Kriegsminister. Zum dritten Mal war er als Nachfolger von Pierre Laval zwischen Februar und Mai 1932 Ministerpräsident und auch Außenminister. Zwischen der Ermordung von Paul Doumer und der Wahl von Albert Lebrun war er 1932 für einige Tage auch vertretungsweise Staatsoberhaupt. Mit Blick auf die bevorstehenden Wahlen scheute er vor unpopulären Entscheidungen insbesondere die Abwertung des Franc zurück. Stattdessen setzte er auf protektionistische Maßnahmen. Dies brachte keine Verbesserung der Krise.
Bei den Parlamentswahlen von 1932 trat ein vergleichsweise geschlossener Block der Rechten gegen ein eher loses Bündnis der Linken an. Die Rechte unter Tardieu grenzte sich scharf gegen die sozialistische und internationalistische Linke ab. Dem stellte sie einen konservativ geprägten Nationalismus entgegen. Gesellschaftspolitisch propagierte die Rechte einen traditionellen liberalen Individualismus gegen einen linken Kollektivismus. Tardieu und die Rechtsparteien wurden von der Mehrheit der Wähler für die wirtschaftliche Misere verantwortlich gemacht. Er hat die Wahlen verloren und damit war auch seine politische Führungsrolle beendet.
Nach der Wahl gründete er mit der Centre républicain (republikanisches Zentrum) eine eigene politische Gruppierung. Er kritisierte auf dem Höhepunkt der politischen Krise der dritten Republik immer schärfer die von ihm so gesehene Allmacht des Parlaments.
Im Jahr 1934 hatte die politische Krise ein für den Bestand der Republik bedrohliches Ausmaß erreicht. Es wurde unter Gaston Doumergue eine Regierung Union nationale gebildet. Diese hatte auch zum Ziel eine Reform der Institutionen vorzunehmen. In dieser Regierung wurde Tardieu für kurze Zeit noch einmal Staatsminister ohne Geschäftsbereich. Seine Vorschläge zur Reform des politischen Systems durch die Stärkung Kompetenzen der Exekutive und des Präsidenten zu stärken, scheiterten am parlamentarischen Widerstand.